# Düsseldorf-Unterrath (przystanek kolejowy)
Düsseldorf-Unterrath – przystanek kolejowy w Düsseldorfie, w kraju związkowym Nadrenia Północna-Westfalia, w Niemczech. Znajduje się tu 1 peron. Według klasyfikacji Deutsche Bahn posiada 4 kategorię.
| Düsseldorf-Unterrath                                       |  |                                  |
| Linia Köln Hbf – Duisburg Hbf                              |  |                                  |
| Düsseldorf Derendorf                                       |  | Düsseldorf Flughafen Fernbahnhof |
| Linia Düsseldorf-Unterrath – Düsseldorf Flughafen Terminal |  |                                  |
|                                                            |  | Düsseldorf Flughafen Terminal    |